# Ruvuma (region)
Ruvuma  er en af Tanzanias 26 administrative regioner. Regionhovedstaden er Songea. Ruvuma grænser til Mozambique mod syd, Malawisøen i vest (med Malawi på den anden side af søen), Iringa i nordvest, Morogoro i nord, Lindi i nordvest og Mtwara i øst. Ruvuma har 1.338.801 indbyggere (2009) og et areal på 63.498 km².. Ruvuma er opkaldt efter floden Ruvuma, som danner hovedparten af grænsen til Mozambique mod syd.
Ruvuma består af fem distrikter: Songea Mjini, Songea Vijijini, Tunduru, Mbinga og Namtumbo.

## Notable personer fra Ruvuma
- Edward-Saidi Tingatinga - maler og grundlægger af tingatinga-stilen

## Eksterne kilder og henvisninger
1. ↑   Statoids, Regions of Tanzania

- Officiel webside

11°00′S 36°00′Ø / 11.000°S 36.000°Ø